# Stuc
 (octobre 2008).
Si vous disposez d'ouvrages ou d'articles de référence ou si vous connaissez des sites web de qualité traitant du thème abordé ici, merci de compléter l'article en donnant les références utiles à sa vérifiabilité et en les liant à la section « Notes et références ».
Pour les articles homonymes, voir Stuc (homonymie).

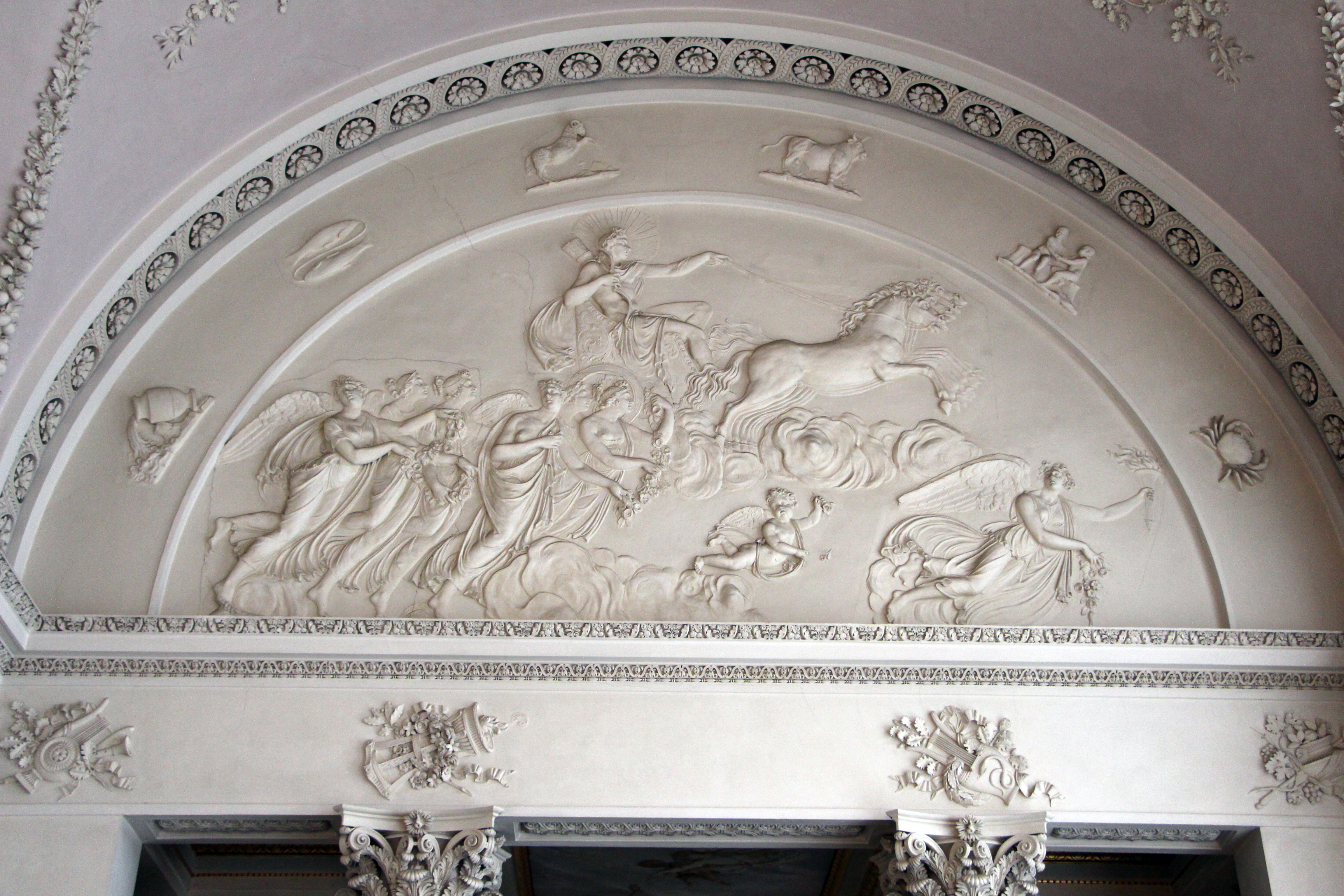
Stuc de Giovanni Spedulo et Luigi Marinelli, Le Char d'Apollon, Florence, Villa di Poggio Imperiale.

Le stuc, dont la technique remonte à l'Antiquité, est un enduit teinté dans la masse, à base de chaux. Il est utilisé en recouvrement des plafonds et des murs, aussi bien à l'intérieur qu'à l'extérieur. C'est un mélange de chaux aérienne éteinte et de « charges », celles-ci pouvant être du sable, de la poudre de marbre ou encore de la poudre de brique. On peut y incorporer des liants comme les colles animales ou végétales, et éventuellement, pour les décors en relief comme les mascarons, des « armures » de cheveux, de poils ou de treillis.

## Un art millénaire

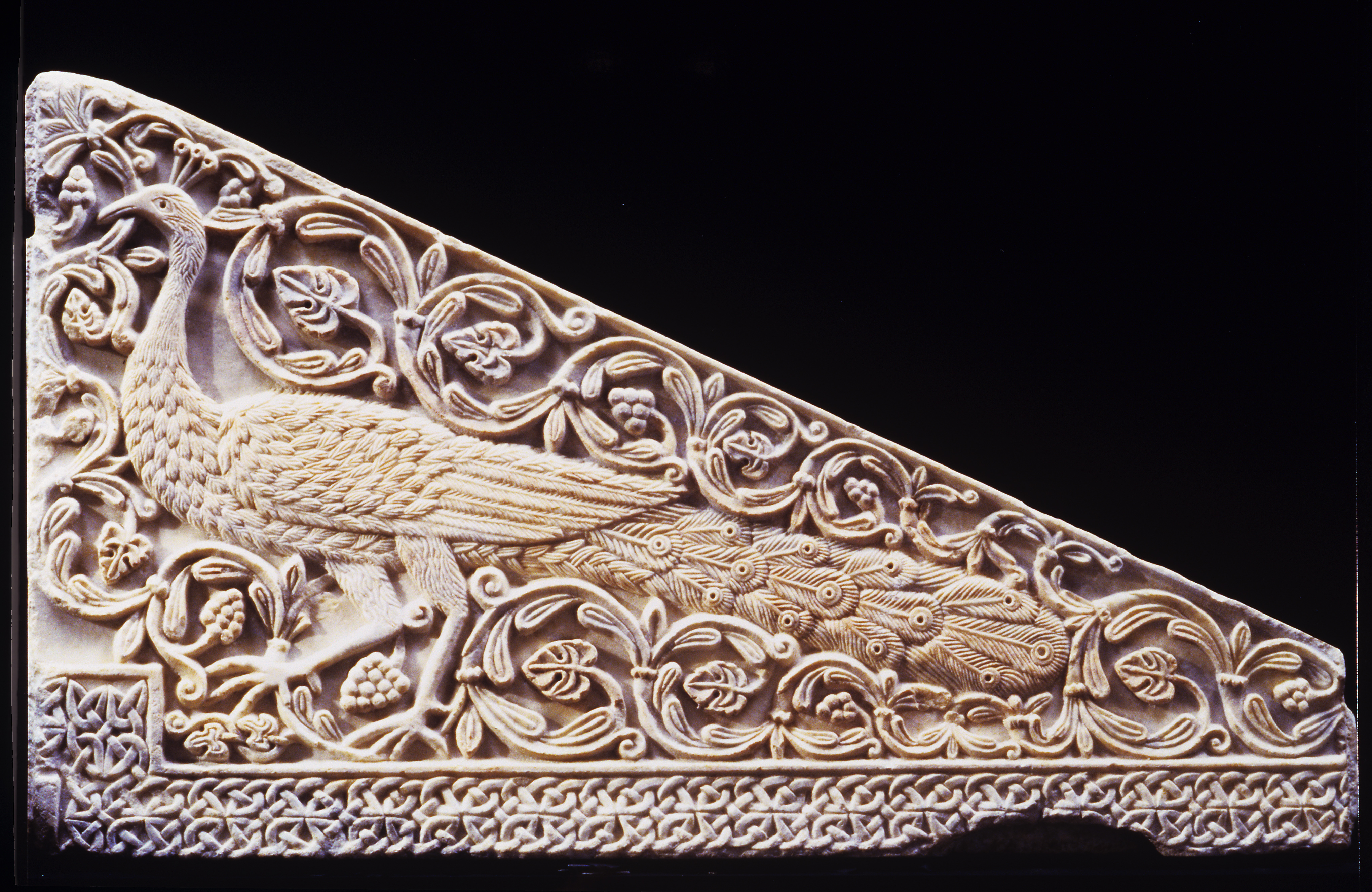
Fragment de la décoration préromane en stuc du VIIIe siècle de l'église lombarde San Salvatore de Brescia, Italie, représentant un paon avec des rinceaux et des entrelacs, thème récurrent dans l'art romain puis médiéval.

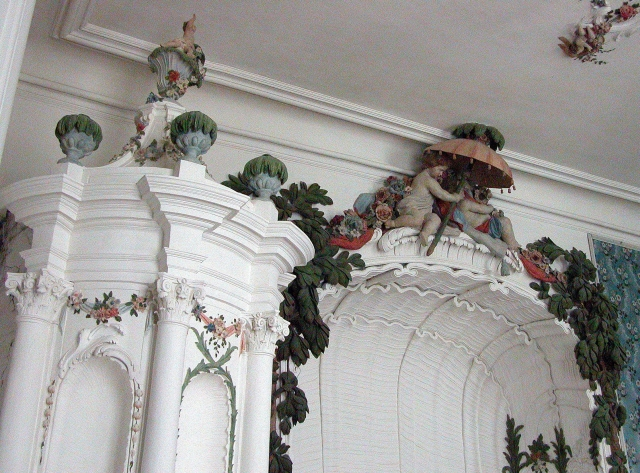
Décorations en stuc dans le château de Rundale (Lettonie) réalisées par Johann Michael Graff.

Le premier stuc à être utilisé dès l'Antiquité est le stuc à la chaux. Le plâtre, moins résistant et moins lisse, le remplace à partir du XIXe siècle. Grecs et Romains utilisaient les stucs en abondance, aussi bien comme support de fresque, comme imitation du marbre sur les parois extérieures des bâtiments construits en matériaux moins nobles (comme sur les temples d'Agrigente), que pour la décoration en reliefs très délicats dans les intérieurs sur les murs et notamment sur les voûtes. L'art du stuc se répand jusqu'en Asie centrale et en Inde durant la période hellénistique. Dans le Gandhara, au Pakistan et en Afghanistan, dans les ensembles monastiques du bouddhisme sur la Route de la soie, le stuc fut longtemps très utilisé pour la confection de nombreux ensembles sculptés, où il est employé seul ou en recouvrement d'une pierre sculptée. Le stuc était alors peint et éventuellement doré.
En Europe durant la première moitié du Moyen Âge, les techniques de stucage en relief étaient très élaborées et constituaient la décoration majeure de la plupart des édifices préromans, dans la continuité de l'art paléochrétien de l'Antiquité, bien que très peu de vestiges aient survécu jusqu'à nos jours pour en témoigner (un des exemples les mieux préservés peut se voir au Temple lombard de Cividale del Friuli). S'il est encore très important dans l'art carolingien, il est de moins en moins utilisé dans l'art roman puis gothique, au profit de la mise en valeur de la structure architecturale, de la pierre sculptée et d'autres types d'enduits peints. Le stuc est remis à la mode par les Italiens durant la Renaissance et rediffusé dans toute l’Europe. Le stuc « Marmorino » fait partie de l’histoire. C’est François Ier qui le réintroduit en France au château de Fontainebleau, puis Louis XIV à Versailles. Le stuc a été intensivement utilisé dans les arts décoratifs baroques, rococo et néoclassiques dans toute l'Europe.

## Exemples
À Bergame en Italie, on peut admirer dans certaines églises de magnifiques décors en stuc couvrant entièrement les parois du sol au plafond en alternance avec les boiseries.[réf. nécessaire]
 
À Vérone, les Italiens ont toujours travaillé les enduits à la chaux jusqu'à faire des finitions en stuc sur les façades. Aujourd'hui on les redécouvre, mais elles sont marquées par les incisions d'accroches des enduits successifs. La plupart sont peintes à fresco sur l'enduit de chaux encore humide : c'est de la fresque. C'est au XVe siècle que cette technique connut son apogée, les peintres se passaient de colle, les microparticules de pigment mélangé à l'eau étant absorbées par l'enduit, après la carbonatation de la chaux, le stuc recouvert et protégé par cette fine couche de calcaire cristallisé permettait d'obtenir des couleurs vives et intactes. [réf. nécessaire]

Tiepolo, au XVIIe siècle, était l'un des plus grands fresquistes italiens. [réf. nécessaire]

## Art écologique
Après plus d'un siècle où le plâtre peint ou tapissé était omniprésent, on assiste aujourd'hui à une redécouverte de la chaux liée à l'attrait pour les techniques anciennes et à la recherche de matériaux jugés plus « naturels ». Le mot staff désigne spécifiquement un plafonnage ou un décor en plâtre pour le distinguer du stuc.

## Technique du stuc
Le principe est une succession de couches ayant une charge de plus en plus fine, modelées, taillées. On distingue les stucs-marbre, stucs-pierre, romain, stuc Marmorino, stuc de Mantoue, stuc en deux couches ou au fer chaud…. De prise lente, et plus difficile à travailler que le plâtre, le stuc demande plus de travail et un certain savoir-faire. Mais il est plus « souple » et donc moins sujet au faïençage (fendillement) que le plâtre. Il possède en outre de meilleures propriétés hygrométriques. [réf. nécessaire]